# Jidōhanbaiki ni Umarekawatta Ore wa Meikyū ni Samayō
Jidōhanbaiki ni Umarekawatta Ore wa Meikyū ni Samayō (自動販売機に生まれ変わった俺は迷宮を彷徨う?), conocida como Reborn as a Vending Machine, I Now Wander the Dungeon en inglés, es una serie de novelas ligeras japonesas escritas por Hirukuma e ilustradas por Ituwa Kato. La historia de las novelas ligeras siguen a su protagonista titular quien, después de ser aplastado hasta la muerte por una máquina expendedora, se reencarna como una máquina expendedora sensible en un mundo de fantasía dentro de una mazmorra. Poco después, conoce y se hace amigo de Lammis, una joven cazadora, que lo llama "Boxxo" y comienza a cargarlo sobre su espalda, y los dos comienzan juntos sus aventuras en la mazmorra.
La serie se publicó originalmente en 2016 como una novela web del autor en el sitio web de publicación de novelas generado por Shōsetsuka ni Narō. Más tarde, en ese mismo año, fue adquirido y luego publicado por Kadokawa Shoten. Una adaptación al manga de Kunieda comenzó la serialización en la revista de manga shōnen Dengeki Daioh de ASCII Media Works en el mes de agosto de 2021. La serie ha recibido una recepción positiva por parte de los críticos, con elogios particulares dirigidos a la versión única de las novelas del género isekai. Una adaptación televisiva de la serie de anime de Studio Gokumi y AXsiZ se emitió de julio a septiembre de 2023. Una segunda temporada se estrenó en julio de 2025.

## Argumento
El protagonista entonces anónimo, un otaku de máquina expendedora japonesa, muere aplastado por una máquina expendedora que cae encima de él. Luego se encuentra reencarnado en una mazmorra de un mundo de fantasía como una máquina expendedora sensible. Puede ver y oír, pero está inmóvil y su discurso se limita a frases de máquinas expendedoras japonesas, como "Bienvenido" o "Qué lástima". Como una máquina expendedora, descubre que puede dispensar cualquier artículo que haya comprado en su vida anterior y puede convertir esas ventas en puntos para mantener su existencia. También puede usar el exceso de monedas para agregar características adicionales al cuerpo de su máquina expendedora y puede elegir qué artículos almacena o los precios de los artículos. También puede usar algunas habilidades mágicas, incluido un campo de fuerza defensivo.
Atrapado en medio de la naturaleza, se encuentra con Lammis, una joven cazadora de pechos grandes. Lammis tiene una habilidad conocida como Bendición del Poder que la hace ridículamente fuerte, pero aún es una novata en el manejo de su propia fuerza. Los dos se hacen amigos rápidamente después de que él le da algunos alimentos a una Lammis hambrienta. Llamándolo "Boxxo" (el nombre real del protagonista nunca se revela), comienza a cargarlo sobre su espalda, lo que le permite a Boxxo moverse, y su peso le permite controlar más fácilmente su fuerza. Las novelas ligeras narran sus aventuras a medida que comienzan a explorar la mazmorra del mundo y los personajes que conocen en el camino.

### Temas
En el epílogo del primer volumen, Hirukuma describe su visión y el camino para publicar Jidōhanbaiki ni Umarekawatta Ore wa Meikyū ni Samayō. Al principio ayudó con el negocio independiente de su padre, aunque, después de la muerte de su padre por una caída desde lo alto, cerró el negocio y comenzó a perseguir su ambición como escritor. Describió la muerte de su padre como si le produjera acrofobia y recordó haber pensado: "No sé cuándo voy a morir como lo hizo mi padre. Una pregunta pasó por mi mente: ¿He hecho todo lo que he querido en la vida?" En un sitio titulado Shōsetsuka ni Narō, un sitio para enviar novelas, envió varias obras de ficción, incluida otra pieza isekai y una novela con un tema de batalla ambientada en un futuro cercano, pero inicialmente no tuvo éxito.
Describió a la novela ligera como su último esfuerzo después de cuatro años de publicar sus novelas sin éxito. Hirukuma escribió que "[era] una que era fantástica y original, y una que yo quería escribir [...] Esta no era una novela en la que me ajusté a las necesidades de los lectores, o tuve que pensar mucho y duro a la hora de construir una trama. En cambio, seguí mi propio estilo para ello, y obtuvo la mayor popularidad de todo mi trabajo".

## Personajes
Boxxo (ハッコン Hakkon?)
 Seiyū: Jun Fukuyama, Geezuz González (español latino), Ángel de Gracia (español castellano)
Boxxo, el protagonista principal de las novelas ligeras, se reencarnó como una máquina expendedora en un mundo de fantasía después de ser aplastado por una máquina expendedora que se caía en Japón. Como máquina expendedora, Boxxo solo puede comunicarse en frases de máquinas expendedoras y no puede moverse por sí mismo, pero puede vender y dispensar artículos, que luego lo recompensa con puntos que luego puede usar para mejorarse a sí mismo.
Lammis (ラッミス Rammisu?)
 Seiyū: Kaede Hondo, Leslie Gil (español latino), Elena Barra (español castellano)
Lammis es una cazadora joven y enérgica con la habilidad Bendición del Poder, que la hace increíblemente fuerte, aunque es torpe para controlar su propia fuerza. Lammis es el principal interés amoroso de Boxxo.
Hulemy (ヒュールミ Hyūrumi?)
 Seiyū: Shiki Aoki, Mildred Barrera (español latino)
Una amiga de la infancia de Lammis, que se comporta más como una hermana mayor con ella, Hulemy es una talentosa ingeniera de objetos mágicos y tiene una personalidad marimacha.
Director Bear (熊会長 Kuma kaichō?)
 Seiyū: Atsushi Miyauchi, Óscar Garibay (español latino)
Un oso (literal) que es el director de la Asociación de cazadores en los estratos de la mazmorra de Clearflow Lake (donde se desarrolla principalmente la serie).
Shirley (シャーリィ Shārī?)
Una mujer hermosa y cordial que dirige un "negocio nocturno" en los estratos del lago Clearflow.
Suori (スオリ?)
Hija de un rico magnate, Suori es egoísta y de voluntad fuerte, pero se ha interesado por Boxxo.
Kerioil (ケリオイル Kerioiru?)
 Seiyū: Kazuya Nakai
Filmina (フィルミナ Firumina?)
 Seiyū: Ai Kayano
Shui (シュイ?)
 Seiyū: Miyu Tomita
Aka (赤?)
 Seiyū: Daiki Yamashita
Shiro (白?)
 Seiyū: Junya Enoki
Michelle (ミシュエル Mishueru?)
 Seiyū: Takuya Eguchi

## Medios

### Novela ligera
Originalmente, Hirukuma publicó la serie en línea como una novela web en el sitio web de publicación de novelas generadas por Shōsetsuka ni Narō en marzo de 2016, hasta que Kadokawa Shoten adquirió la serie para publicarla como una novela ligera.
El primer volumen fue publicado por Kadokawa Shoten el 1 de agosto de 2016. Yen Press anunció durante la Anime Expo 2017 que habían obtenido la licencia de la serie para su lanzamiento en inglés.

#### Lista de volúmenes
| N.º | Fecha de lanzamiento  | ISBN original          |
| --- | --------------------- | ---------------------- |
| 1   | 1 de agosto de 2016   | ISBN 978-4-04-104728-6 |
| 2   | 1 de octubre de 2016  | ISBN 978-4-04-104729-3 |
| 3   | 21 de febrero de 2017 | ISBN 978-4-04-105174-0 |
| 4   | 1 de julio de 2025    | —                      |

### Manga
Una adaptación de manga ilustrada por Kunieda comenzó a serializarse en la revista de manga shōnen Dengeki Daioh de ASCII Media Works, el 27 de agosto de 2021. El manga también tiene licencia de Yen Press como una publicación digital de simulación.

### Anime
En agosto de 2022, se anunció que la serie recibió una adaptación al anime. Más tarde se confirmó que era una serie de televisión producida por Slow Curve, animada por Studio Gokumi y AXsiZ y dirigida por Noriaki Akitaya, con Tatsuya Takahashi supervisando los guiones de la serie, Takahiro Sakai adaptando los diseños de Yūki Hagure para la animación. La serie se estrenará el 5 de julio de 2023 en Tokyo MX y otras redes. El tema de apertura es "Fanfare" de BRADIO, mientras que el tema final es "Itsumo no Soup" de Peel the Apple. Crunchyroll obtuvo la licencia de la serie fuera de Asia.
Tras el episodio final de la primera temporada, se anunció una segunda temporada. El equipo y el elenco de la primera temporada retomarán sus papeles, con Takashi Yamamoto reemplazando a Akitaya como director. El estreno está previsto para julio de 2025.
El 21 de junio de 2023, Crunchyroll anunció que la serie recibieron ambos doblajes tanto en español latino como en castellano, los cuales se estrenaron el 26 de julio.

## Recepción
Jidōhanbaiki ni Umarekawatta Ore wa Meikyū ni Samayō ha recibido una recepción positiva. Theron Martin de Anime News Network revisó positivamente el primer volumen, elogiando su versión única del género isekai, el estilo de escritura de Hirukuma y la relación entre Boxxo y Lammis, que encontró impresionante y sin tener que "recurrir a trucos trillados". Resumiendo que "el extraño concepto de esta novela es lo que llamará la atención de la gente, pero la escritura es lo suficientemente buena como para mantenerla", algunas críticas se dirigieron al servicio de fans de la novela ligera, que Martin consideró forzado y los elementos de juego de rol típicos de la serie isekai. Del mismo modo, ser "una ráfaga de aire fresco para eliminar el rancio género isekai", ya que "es divertido y diferente derrotar al villano con Coca-Cola Light y Mentos en lugar de simplemente disparar una ráfaga de Ki de poder Sayayín a un nivel de potencia superior".
Rebecca Silverman y Lynzee Loveridge, en la Guía de novelas ligeras de primavera de 2018 de Anime News Network, también elogiaron el escenario, pero encontraron que la escritura "se lee como una calidad de nivel de fanfiction". Finalmente, encontraron que el volumen "sigue siendo una lectura interesante" y lo compararon con Kumo desu ga, Nani ka? y Tensei Shitara Slime Datta Ken. Loveridge incluyó además la "muerte por máquina expendedora" del protagonista en su lista de las "7 muertes más extrañas del género isekai".